# Edward A. Craig
Edward Arthur Craig est un lieutenant général de l'United States Marine Corps.